# Alonso Suárez de la Fuente del Sauce
Alonso Suárez de la Fuente del Sauce (falecido em 1520) foi um prelado católico romano que serviu como bispo de Jaén de 1500 a 1520, bispo de Lugo de 1496 a 1500 e bispo de Mondoñedo de 1493 a 1496.

## Biografia
Em 1493, Alonso Suárez de la Fuente del Sauce foi durante o papado de Alexandre VI como Bispo de Mondoñedo. Em 1496, foi nomeado Bispo de Lugo. Em 1500, ainda sob o mesmo Papa, foi nomeado como Bispo de Jaén, onde serviu até à sua morte em 1520.